# مسرشمیت ام‌ئی ۲۶۲
مسرشمیت ام‌ئی ۲۶۲ (به آلمانی: Messerschmitt Me 262) نخستین هواگرد جت جنگنده عملیاتی جهان بود. کار طراحی قبل این هواگرد از جنگ جهانی دوم آغاز شد اما مشکلات موتورها، متالورژی و دخالت مقامات بالا، آن را از ورود به شرایط عملیاتی در لوفت‌وافه تا اواسط سال ۱۹۴۴ دور کرد. ام‌ئی ۲۶۲ سریع‌تر و مجهزتر از تمامی جنگنده‌های متفقین از جمله جت بریتانیایی گلاستر متئور، بود. ام‌ئی ۲۶۲ که یکی از پیشرفته‌ترین طراحی‌های عملیاتی صنعت هوانوردی در طول جنگ جهانی دوم بود، شامل نسخه‌های بمب افکن سبک، هواگرد شناسایی و جنگنده شبانه آزمایشی بود.
خلبانان ام‌ئی ۲۶۲ ادعا کردند که مجموع ۵۴۲ فروند هواگرد متفقین را شکار کردند، اگر چه گاهی اوقات ادعای تعداد بالاتری ابراز می‌شود. متفقین در مقابل مؤثر بودن این هواگرد، دست به حمله به آن در هنگام برخاست و فرود زدند. مشکلات مربوط به قابلیت اطمینان موتور که ناشی از ماهیت پیشگام بودن موتورهای توربوجت جریان محوری - یونکرس یومو ۰۰۴ - نخستین موتور جت تولید انبوه‌شده، بود و حملات نیروهای متفقین به مخازن سوخت در شرایط رو به وخامت اواخر جنگ نیز تأثیرات این هواگرد را به‌عنوان یک نیروی جنگنده، کاهش داد. در نهایت، ام‌ئی ۲۶۲ به خاطر تولید دیرهنگام آن یعنی اواخر جنگ جهانی دوم و تعداد همیشه کم عملیاتی، تأثیری ناچیز بر روند جنگ داشت.
در حالی که استفاده آلمانی از این هواگرد در انتهای جنگ جهانی دوم پایان یافت، تعداد کمی از آنها تا سال ۱۹۵۱ توسط نیروی هوایی چکسلواکی مورد استفاده قرار گرفت. ام‌ئی‌های ۲۶۲ غنیمت‌گرفته‌شده توسط قدرت‌های بزرگ مورد مطالعه و آزمایش قرار گرفتند و در نهایت بر طرح‌های تعدادی از هواگردهای پس از جنگ مانند نورث امریکن اف-۸۶ سیبر و بوئینگ بی-۴۷ استراتوجت تأثیرگذار بودند. تعدادی از هواپیماها در موزه‌ها باقی ماندند و چندین فروند نیز به شکل خصوصی تولید مجدد شدند و با استفاده از موتورهای پیشرفته جنرال الکتریک جی۸۵ به پرواز درآمدند.
این جنگنده را شرکت مسرشمیت می‌ساخت. بعد از جنگ، نکات طراحی آن، منبع طراحی جنگنده‌های دیگر جهان شد. این جنگنده دارای ارابهٔ فرود سه چرخه و مجهز به دو موتور توربوجت جانکرز جومو، هر یک با کشش ۱۹۸۴ پوند، بود. بال‌ها دارای نسبت منظر نسبتاً زیاد ۷٫۲۳ و اندکی زاویهٔ برگشت به عقب (۱۸٫۵ درجه) بودند. ادوات افزایش دهندهٔ برا به گونه کارآمدی در لبه فرار نصب شده بودند که به همراه اسلاتهای لبه حمله قابلیت‌های برخاست و فرود مناسبی به جنگنده می‌دادند. از نقایص ام ئی-۲۶۲ می‌توان به نداشتن ترمز هوایی اشاره کرد. این وسیله از ملزومات یک هواگرد برای کنترل سرعت است. ام ئی-۲۶۲ علی‌رغم داشتن نسبت کشش به وزن کم دارای توانایی‌های بالایی بوده‌است. سرعت آن ۵۴۰ مایل در ساعت در ارتفاع ۱۹۶۸۵ پا، حدود ۱۰۰ مایل در ساعت بیشتر از سرعت نورث امریکن پی-۵۱ ماستانگ، یکی از بهترین جنگنده‌های ملخدار در جنگ جهانی دوم می‌باشد. در طراحی آیرودینامیک این هواگرد توجه ویژه‌ای به جزئیات شده بود. ام ئی-۲۶۲ توانایی پرواز در روز و شب را داشته و قادر بوده ماموریت‌های حمله به هدف‌های زمینی و شناسایی را انجام دهد. بسته به نوع مأموریت در انواع یک‌نفره و دو نفره ساخته شده‌است. تسلیحات آن شامل چهار توپ ۳۰ میلیمتری در دماغه‌است. نخستین درگیری آن با هواگرد دشمن در ۲۵ ژوئیه ۱۹۴۴ رخ داد و در مجموع حدود ۱۴۰۰ فروند از انواع مختلف آن ساخته شد که از اقبال خوش متفقین فقط تعداد کمی از آنها وارد جنگ شدند.